# Parathesis cuspidata
Parathesis cuspidata är en viveväxtart som beskrevs av C.L. Lundell. Parathesis cuspidata ingår i släktet Parathesis och familjen viveväxter. Inga underarter finns listade i Catalogue of Life.